# Tupolev Tu-334
Tupolev Tu-334 byl ruský dopravní dvoumotorový proudový letoun pro 102 cestující, který měl postupně nahradit zastarávající letouny Tu-134, Tu-154 a Jak-42. Letoun byl založen na zkráceném trupu letounu Tu-204 a jeho zmenšeném křídle. Na rozdíl od Tu-204 měl Tu-334 ocas ve tvaru T a motory namontované na bocích v zadní části trupu namísto pod křídly.

## Vývoj

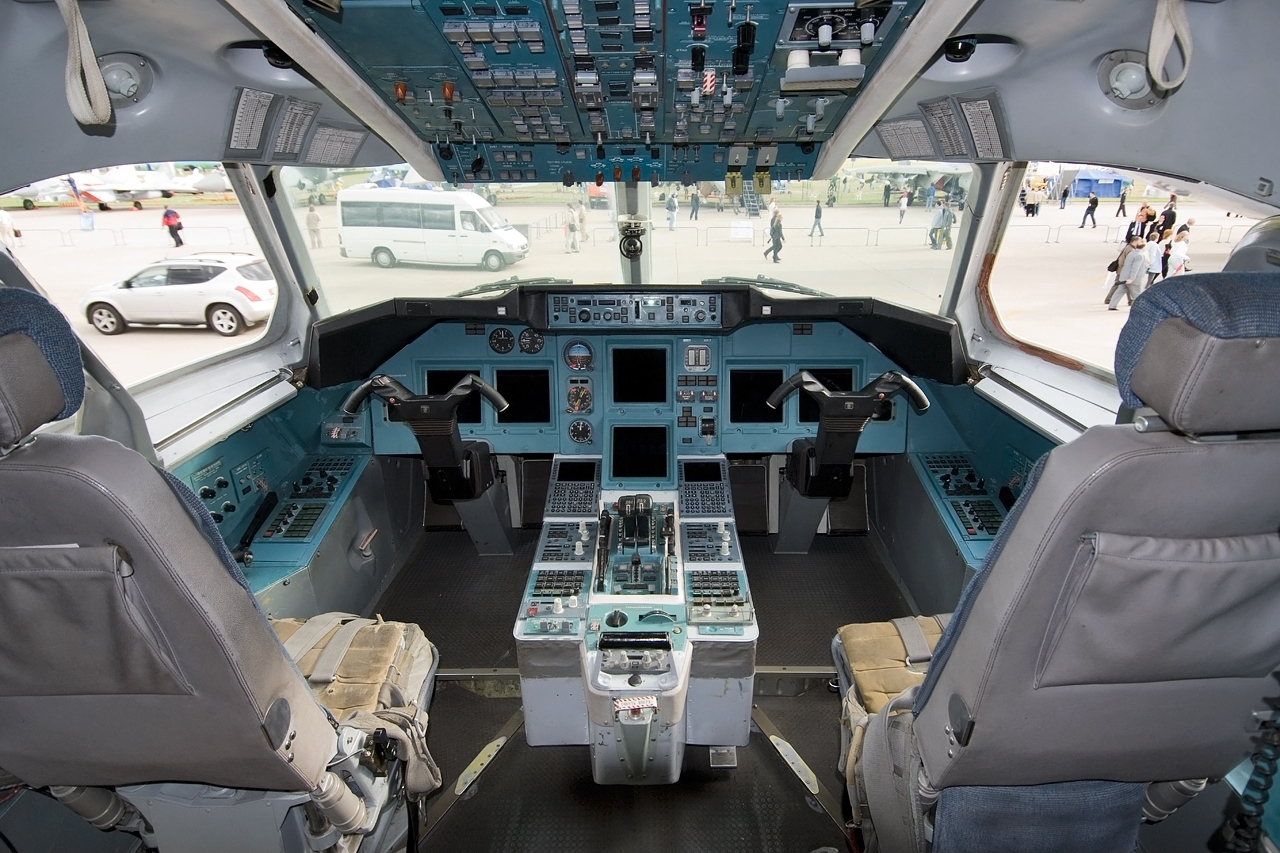
Kokpit letounu Tupolev Tu-334

Stroj byl vyvíjen v Rusku a na Ukrajině (společnost KiGAZ Aviant) od počátku 90. let 20. století. Konstruktéři byli nuceni reagovat na měnící se ekonomickou situaci, do níž se Rusko příchodem tržního hospodářství dostalo, a tak vznikl komfortní letoun se špičkovým vybavením a úrovní odpovídající západnímu standardu. První prototyp (RA-94001) vzlétl 8. února 1999 v Moskvě s osádkou velitele Andreje Soldatěnkova; pro drak letadla byl základem zkrácený trup stroje Tu-204.
Druhý vyrobený exemplář (RA-94002) byl určen ke statickým zkouškám v moskevském leteckém ústavu CAGI. Třetí Tu-334 (94003) a čtvrtý (94004) byl vyroben ukrajinským závodem „Aviant“, pátý stroj (RA-94005) určený k certifikačním a letovým zkouškám sestrojil závod RSK „MiG“ v Moskvě.
Se sloučením ruských leteckých firem do Sjednocené letecké korporace bylo v roce 2009 rozhodnuto v programu nadále nepokračovat.

## Varianty

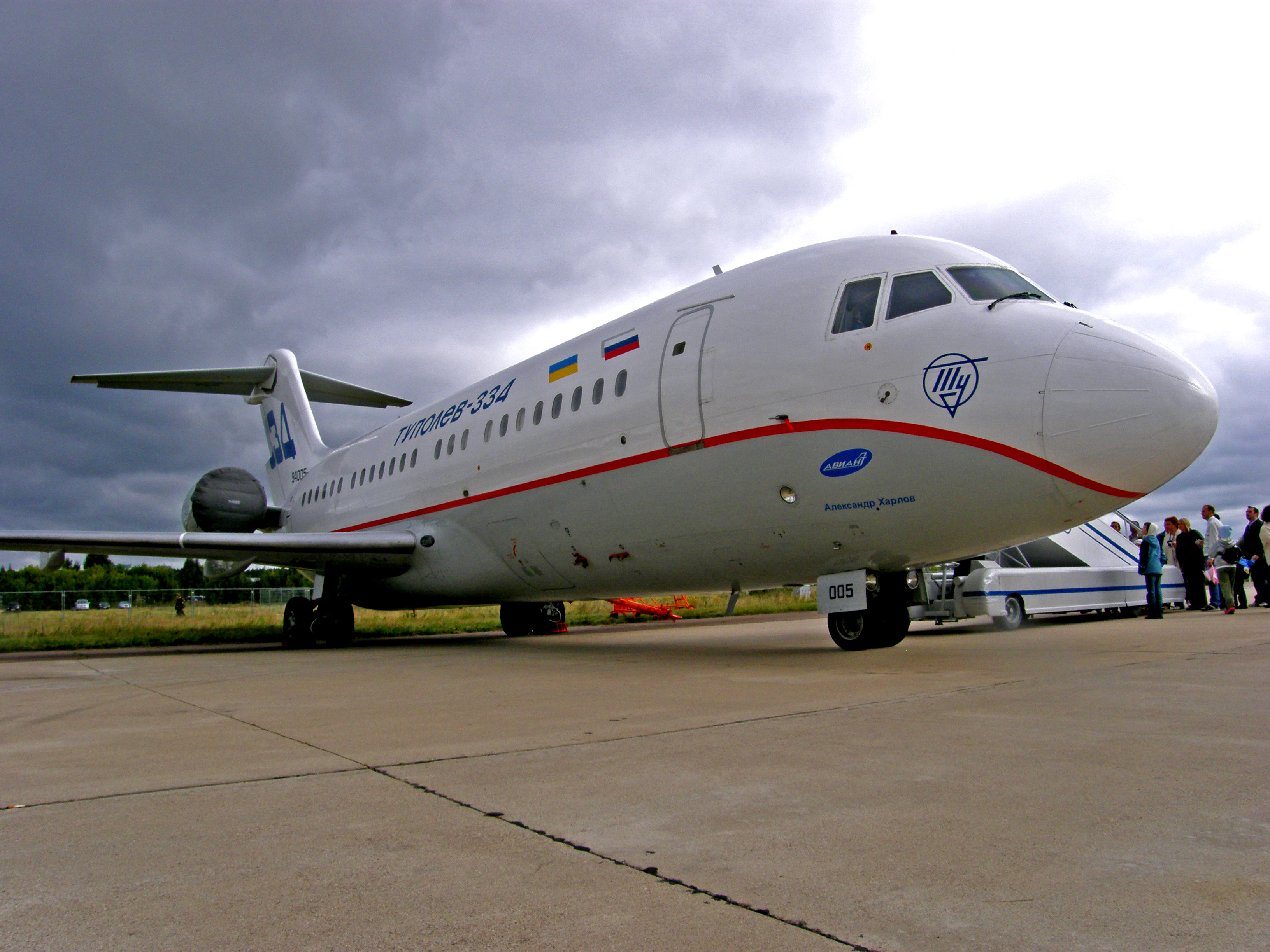
Tupolev Tu-334 (RA-94005)

- Tu-334-100: Varianta určená k přepravě 102 pasažérů a 12 tun nákladu do vzdálenosti 3150 km s motory D-436T1.
- Tu-334-120: Obměna verze -100 s motory BMW Rolls-Royce BR710-48.
- Tu-334-100C: Celonákladní provedení verze Tu-334-100.
- Tu-334-100D: Verze s prodlouženým trupem a větším rozpětím křídel, instalovány motory D-436T2.
- Tu-334-120D: Nákladní verze s motory BMW Rolls-Royce BR715-56.
- Tu-334-200: Verze s delším trupem a větším rozpětím křídel, je určena k dopravě 126 cestujících a 15tunového nákladu.
- Tu-334-200C: Nákladní provedení předchozí verze.
- Tu-324-220: Verze -200 vybavená motory BMW Rolls-Royce BR715-56

## Specifikace (Tu-334-100)

### Technické údaje
- Osádka: 2
- Kapacita: 102 cestujících
- Rozpětí: 29,80 m
- Délka: 31,25 m
- Výška: 9,40 m
- Nosná plocha: 83,4 m²
- Hmotnost prázdného letadla: 30 048 kg
- Maximální vzletová hmotnost: 47 914 kg
- Pohon: 2 × dvouproudový motor Progress D-436T1

### Výkony
- Cestovní rychlost: 820 km/h
- Dolet: 3 000 km
- Dostup: 11 100 m
- Dolet při plném zatížení: 3 150 km